# Stepán Marianián
Stepán Marianián –en ruso, Степан Марянян– (Dinskaya, 21 de septiembre de 1991) es un deportista ruso que compite en lucha grecorromana.
Ganó cuatro medallas en el Campeonato Mundial de Lucha entre los años 2017 y 2021, y una medalla de oro en el Campeonato Europeo de Lucha de 2019. En los Juegos Europeos obtuvo dos medallas de oro, una en Bakú 2015 y otra en Minsk 2019.

## Palmarés internacional
| Campeonato Mundial | Campeonato Mundial     | Campeonato Mundial | Campeonato Mundial |
| Año                | Lugar                  | Medalla            | Categoría          |
| ------------------ | ---------------------- | ------------------ | ------------------ |
| 2017               | París (Francia)        | Medalla de bronce  | 59 kg              |
| 2018               | Budapest (Hungría)     | Medalla de oro     | 63 kg              |
| 2019               | Nursultán (Kazajistán) | Medalla de plata   | 63 kg              |
| 2021               | Oslo (Noruega)         | Medalla de bronce  | 60 kg              |
| Juegos Europeos    |                        |                    |                    |
| Año                | Lugar                  | Medalla            | Categoría          |
| 2015               | Bakú (Azerbaiyán)      | Medalla de oro     | 59 kg              |
| 2019               | Minsk (Bielorrusia)    | Medalla de oro     | 60 kg              |
| Campeonato Europeo |                        |                    |                    |
| Año                | Lugar                  | Medalla            | Categoría          |
| 2019               | Bucarest (Rumania)     | Medalla de oro     | 63 kg              |